# Корнеліс Калкман
Корнеліс Калкман (1928, Делфт, Південна Голландія, Нідерланди — 1998) — голландський ботанік.

## Біографія
Навчався у Лейденському університеті, з лютого 1956 працював у Департаменті лісового господарства у місті Голландія, Нідерландська Нова Гвінея. У вересні 1959 він залишив Нову Гвінею та був призначений співробітником Національного гербарію у Лейдені; ступінь доктора філософії отримав у 1965 році у Лейдені; з вересня 1972 року директор і професор Лейденського університету.

## Почесті
На його честь названо вид рослин Dimorphanthera kalkmanii Sleumer.

## Окремі публікації
- C. Kalkman: ‘Description of vegetation types in the Star Mts Region, West New Guinea’ (Nova Guinea, Bot. no 15, 1963, p. 247-261).
- C. Kalkman & W. Vink: ‘Botanical Exploration of the Doma Peaks and adjacent mountains in the Southern Highlands District, Terr. of Papua, Austr. New Guinea’ (Report for 1966, Neth. Found. Advanc. Trop. Res. WOTRO, p. 50-52, 2 photogr.).